# Ganoderma
Ganoderma és un gènere de fongs de l'ordre dels poliporals (Polyporales) que creixen sobre la fusta i inclou unes 80 espècies, moltes pròpies de les regions tropicals. Com que tenen un extens ús en la medicina asiàtica, i el seu potencial en la bioremediació, tenen gran importància econòmica. Ganoderma es pot diferenciar d'altres gèneres polípors pel fet de tenir basidiòspores de doble paret. Són del tipus de bolet de soca.

## Etimologia
El nom de Ganoderma deriva del grec ganos/γανος "brillant", i derma/δερμα "pell".

## Descripció
Ganoderma tenen basidiocarps grossos i llenyosos. Són lignícoles (viuen sobre la fusta en descomposició) i coriacis i poden tenir o no tenir un estípit altrament dit "tija". El cos fructífer típicament creix en forma de ventall o d'ungulat. Les capes internes són de color groc o marró.

## Filogènia
Karsten va donar nom a aquest gènere l'any 1881. Recentment el gènere es va dividir en dues seccons – Secció Ganoderma amb la superfície del capell brillant (com Ganoderma lucidum) i Elfvingia, sense el capell brillant, com Ganoderma applanatum.
La filogenètica amb estudis de l'ADN dels mitocondris ha ajudat a entendre les relacions entre les espècies del Ganoderma. Aquest gènere es pot dividir en 6 grups monofilètics:
- Grup G. colossus
- Grup G. applanatum
- Grup G. tsugae
- Grup asiàtic Asian G. lucidum
- Grup G. meredithiae
- Grup G. resinaceum

## Aplicacions
Els enzims de Ganoderma poden degradar els components de la fusta com la lignina i la cel·lulosa i se n'han investigats les aplicacions en la indústria biològica de la polpa de la fusta (biopulping). o en la bioremediació.

### Medicina

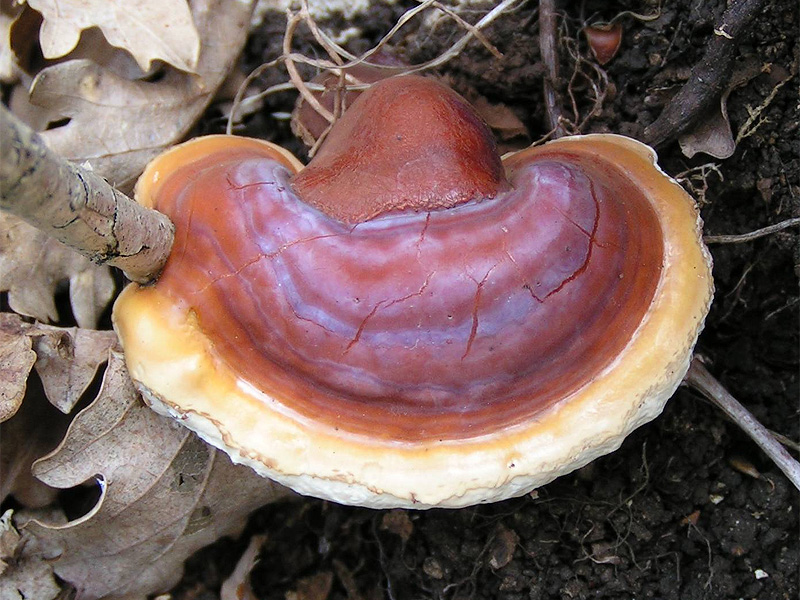
Ganoderma lucidum

Diverses espècies de Ganoderma s'han usat tradicionalment en la medicina asiàtica especialment de Corea, Xina i Japó i actualment s'investiguen els seus efectes en la salut :